# Гладсаксе (стадион)
«Гладсаксе» (дат. Gladsaxe) — многофункциональный стадион в Копенгагене, Дания. Домашняя арена датского футбольного клуба «Академиск». Стадион открыт 26 мая 1940 года. Стадион вмещает в себя 13 507 человек.